# グルジアのカリグラフィー

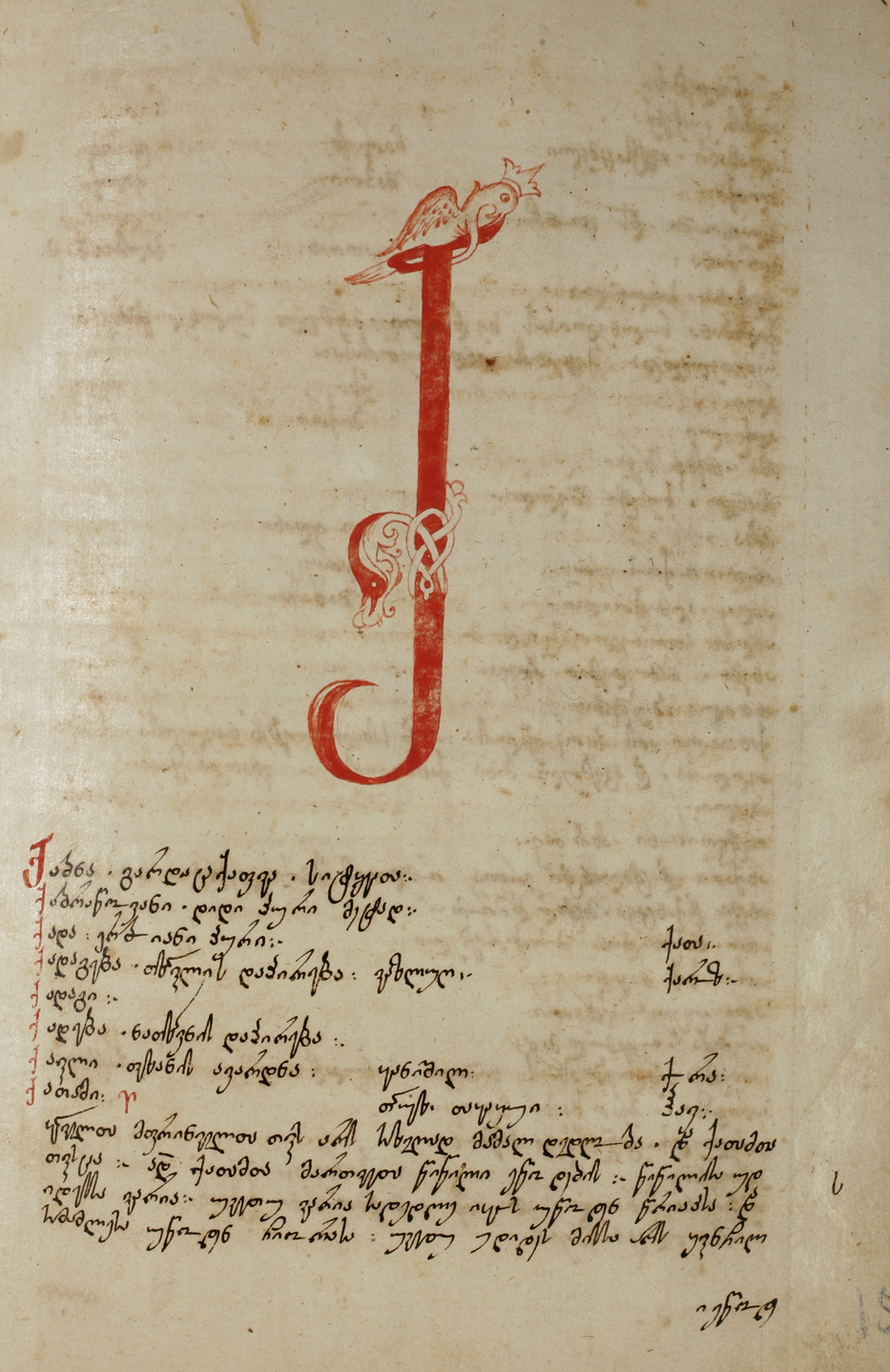

グルジアのカリグラフィー（グルジア語: ქართული კალიგრაფია）は、グルジア文字を用いたカリグラフィーのひとつである。
ジョージアは伝統的にカリグラフィー専門学校を設けている。ジョージアでは古代より手書きの文章において一般的にカリグラフィーが用いられていた。4世紀にグルジア正教会が成立して以降、キリスト教はグルジア文学やカリグラフィーに大きな影響を与え、修道士は聖書の写本制作や歴代のグルジア人国家の歴史を記録する過程で、ジョージアにおけるカリグラフィー発展に貢献した。

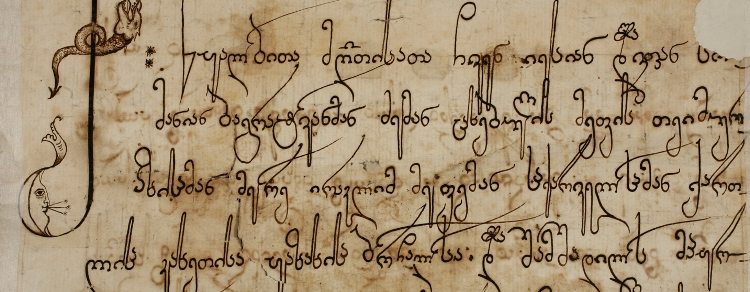